# Papilio manlius
Papilio manlius là một loài bướm thuộc họ Papilionidae. Nó là loài đặc hữu của Mauritius.